# Skibob-Weltmeisterschaften 2017
Die 38. Skibob-Weltmeisterschaften fanden von 22. bis 26. März 2017 in Grächen im Schweizer Kanton Wallis statt. Ausgetragen wurden die Disziplinen Super-G, Riesenslalom und Slalom. Medaillen wurden außerdem in der Kombinationswertung vergeben. Für die Organisation zeichnete der Skibob-Club (SBC) Grächen um den früheren Weltmeister Björn Walter verantwortlich. Die Gemeinde im Mattertal war nach 1987 und 2006 zum dritten Mal Austragungsort von Skibob-Weltmeisterschaften.

## Teilnehmer
Teilnehmerländer und Anzahl der Starter in Klammern:
| Europa (7 Länder)                                                     | Europa (7 Länder)                                            | Europa (7 Länder) |
| --------------------------------------------------------------------- | ------------------------------------------------------------ | ----------------- |
| - Deutschland (11) - Frankreich (2) - Luxemburg (5) - Österreich (36) | - Schweiz (9) - Tschechien (20) - Vereinigtes Königreich (1) |                   |
| Amerika (1 Land)                                                      |                                                              |                   |
| - Brasilien (1)                                                       |                                                              |                   |

## Medaillenspiegel
Berücksichtigt sind nur die Rennen in der allgemeinen Klasse.
| Platz | Land        |   |   |   |    |
| ----- | ----------- | - | - | - | -- |
| 1     | Tschechien  | 4 | 4 | 2 | 10 |
| 2     | Österreich  | 3 | 5 | 1 | 9  |
| 3     | Deutschland | 1 | – | 3 | 4  |
| 4     | Schweiz     | – | – | 1 | 1  |

## Herren

### Super-G
| Platz | Land | Sportler               | Zeit (min) |
| ----- | ---- | ---------------------- | ---------- |
| 01    | CZE  | Pavel Čiháček          | 0:37,53    |
| 02    | AUT  | Gerhard Hauer          | 0:39,02    |
| 02    | CZE  | Aleš Housa             | 0:39,02    |
| 04    | SUI  | Franz Tschümperlin     | 0:39,28    |
| 05    | CZE  | Ondřej Pavlíček        | 0:39,62    |
| 05    | SUI  | Christian Tschümperlin | 0:39,62    |
| 07    | SUI  | Urs Tschümperlin       | 0:39,79    |
| 08    | AUT  | Markus Achleitner      | 0:39,89    |
| 09    | AUT  | Martin Gutjahr         | 0:40,36    |
| 10    | AUT  | Alexander Temmel       | 0:40,43    |

Datum: 23. März, 8:45 Uhr

Strecke: Hannigalp

Starthöhe: 2300 m, Zielhöhe: 2010 m

Höhenunterschied: 290 m, Länge: 1050 m

Kurssetzer: Bernd Zobel (AUT), 22 Tore
24 Sportler am Start, davon 23 klassiert

Ausgeschieden: Gerfried Seeber (AUT)
Titelverteidiger:  David Krejčí

### Riesenslalom
| Platz | Land | Sportler           | Zeit (min) |
| ----- | ---- | ------------------ | ---------- |
| 01    | CZE  | Pavel Čiháček      | 1:22,21    |
| 02    | AUT  | Gerhard Hauer      | 1:22,37    |
| 03    | SUI  | Franz Tschümperlin | 1:22,56    |
| 04    | CZE  | Aleš Housa         | 1:24,09    |
| 05    | AUT  | Markus Achleitner  | 1:24,69    |
| 06    | AUT  | Martin Gutjahr     | 1:25,88    |
| 07    | AUT  | Christian Ablinger | 1:26,80    |
| 08    | CZE  | Ondřej Pavlíček    | 1:26,88    |
| 09    | CZE  | Michal Pasler      | 1:27,15    |
| 10    | CZE  | Pavel Hlaváč       | 1:27,42    |

Datum: 25. März, 8:30 Uhr bzw. 11:00 Uhr

Strecke: Hannigalp

Starthöhe: 2300 m, Zielhöhe: 2010 m

Höhenunterschied: 290 m, Länge: 1050 m

Kurssetzer 1. Durchgang: Bernd Zobel (AUT), 27 Tore

Kurssetzer 2. Durchgang: Willy Hediger (SUI), 27 Tore
24 Sportler am Start, davon 17 klassiert

Ausgeschieden u. a.: Gerfried Seeber (AUT)
Titelverteidiger:  Pavel Čiháček

### Slalom
| Platz | Land | Sportler           | Zeit (min) |
| ----- | ---- | ------------------ | ---------- |
| 01    | CZE  | Pavel Čiháček      | 1:08,11    |
| 02    | AUT  | Gerhard Hauer      | 1:09,37    |
| 03    | AUT  | Martin Gutjahr     | 1:09,88    |
| 04    | CZE  | Aleš Housa         | 1:10,28    |
| 05    | AUT  | Markus Achleitner  | 1:11,45    |
| 06    | SUI  | Franz Tschümperlin | 1:11,67    |
| 07    | CZE  | Pavel Hlaváč       | 1:11,87    |
| 08    | AUT  | Christian Ablinger | 1:12,30    |
| 09    | AUT  | Gerfried Seeber    | 1:12,33    |
| 10    | AUT  | Alexander Temmel   | 1:12,39    |

Datum: 24. März, 8:30 Uhr bzw. 11:15 Uhr

Strecke: Hannigalp

Starthöhe: 2272 m, Zielhöhe: 2122 m

Höhenunterschied: 150 m, Länge: 625 m

Kurssetzer 1. Durchgang: Bernd Zobel (AUT), 26 Tore

Kurssetzer 2. Durchgang: Willy Hediger (SUI), 26 Tore
23 Sportler am Start, davon 21 klassiert

Titelverteidiger:  Pavel Hlaváč und  David Krejčí

### Kombination
| Platz | Land | Sportler           | Zeit (min) |
| ----- | ---- | ------------------ | ---------- |
| 01    | CZE  | Pavel Čiháček      | 3:07,85    |
| 02    | AUT  | Gerhard Hauer      | 3:10,76    |
| 03    | CZE  | Aleš Housa         | 3:13,39    |
| 04    | SUI  | Franz Tschümperlin | 3:13,51    |
| 05    | AUT  | Markus Achleitner  | 3:16,03    |
| 06    | AUT  | Martin Gutjahr     | 3:16,12    |
| 07    | CZE  | Ondřej Pavlíček    | 3:20,02    |
| 08    | CZE  | Pavel Hlaváč       | 3:20,12    |
| 09    | AUT  | Christian Ablinger | 3:20,21    |
| 10    | CZE  | Michal Pasler      | 3:22,42    |

Das Ergebnis der Kombination setzt sich aus den addierten Zeiten von Super-G, Riesenslalom und Slalom zusammen.

17 Sportler klassiert
Titelverteidiger:  Aleš Housa

## Damen

### Super-G
| Platz | Land | Sportler                      | Zeit (min) |
| ----- | ---- | ----------------------------- | ---------- |
| 01    | AUT  | Claudia Hartl                 | 0:42,24    |
| 02    | CZE  | Stanislava Preclíková         | 0:43,04    |
| 03    | GER  | Silvia Steininger             | 0:44,22    |
| 04    | AUT  | Lisa Zaff                     | 0:44,79    |
| 05    | BRA  | Christiane Driemeyer-Stenchly | 0:57,03    |

Datum: 23. März, 8:45 Uhr

Strecke: Hannigalp

Starthöhe: 2300 m, Zielhöhe: 2010 m

Höhenunterschied: 290 m, Länge: 1050 m

Kurssetzer: Bernd Zobel (AUT), 22 Tore
5 Sportlerinnen am Start, davon 5 klassiert

Titelverteidigerin:  Claudia Hartl

### Riesenslalom
| Platz | Land | Sportler                      | Zeit (min) |
| ----- | ---- | ----------------------------- | ---------- |
| 01    | AUT  | Claudia Hartl                 | 1:29,48    |
| 02    | CZE  | Stanislava Preclíková         | 1:32,10    |
| 03    | GER  | Silvia Steininger             | 1:33,53    |
| 04    | AUT  | Lisa Zaff                     | 1:36,39    |
| 05    | BRA  | Christiane Driemeyer-Stenchly | 2:24,24    |

Datum: 25. März, 8:30 Uhr bzw. 11:00 Uhr

Strecke: Hannigalp

Starthöhe: 2300 m, Zielhöhe: 2010 m

Höhenunterschied: 290 m, Länge: 1050 m

Kurssetzer 1. Durchgang: Bernd Zobel (AUT), 27 Tore

Kurssetzer 2. Durchgang: Willy Hediger (SUI), 27 Tore
5 Sportlerinnen am Start, davon 5 klassiert

Titelverteidigerin:  Claudia Hartl

### Slalom
| Platz | Land | Sportler                      | Zeit (min) |
| ----- | ---- | ----------------------------- | ---------- |
| 01    | GER  | Silvia Steininger             | 1:13,77    |
| 02    | AUT  | Claudia Hartl                 | 1:14,17    |
| 03    | CZE  | Stanislava Preclíková         | 1:15,06    |
| 04    | AUT  | Lisa Zaff                     | 1:15,87    |
| 05    | BRA  | Christiane Driemeyer-Stenchly | 1:42,85    |

Datum: 24. März, 8:30 Uhr bzw. 11:15 Uhr

Strecke: Hannigalp

Starthöhe: 2272 m, Zielhöhe: 2122 m

Höhenunterschied: 150 m, Länge: 625 m

Kurssetzer 1. Durchgang: Bernd Zobel (AUT), 26 Tore

Kurssetzer 2. Durchgang: Willy Hediger (SUI), 26 Tore
5 Sportlerinnen am Start, davon 5 klassiert

Titelverteidigerin:  Stanislava Preclíková

### Kombination
| Platz | Land | Sportler                      | Zeit (min) |
| ----- | ---- | ----------------------------- | ---------- |
| 01    | AUT  | Claudia Hartl                 | 3:25,89    |
| 02    | CZE  | Stanislava Preclíková         | 3:30,20    |
| 03    | GER  | Silvia Steininger             | 3:31,52    |
| 04    | AUT  | Lisa Zaff                     | 3:37,05    |
| 05    | BRA  | Christiane Driemeyer-Stenchly | 5:04,12    |

Das Ergebnis der Kombination setzt sich aus den addierten Zeiten von Super-G, Riesenslalom und Slalom zusammen.

5 Sportlerinnen klassiert
Titelverteidigerin:  Claudia Hartl

## Altersklassen
Neben den Herren- und Damenrennen in der allgemeinen Klasse wurden in allen Disziplinen auch die Weltmeister in den Altersklassen Schüler 1 (nur männlich), Schüler 2 (beide männlich und weiblich), Jugend (männlich und weiblich), AK 1 (nur männlich), AK 2, (männlich und weiblich), AK 3 und AK 4 (beide nur männlich) ermittelt.